# حشمتیه (آباده)
حشمتیه، روستایی از توابع بخش مرکزی شهرستان آباده در استان فارس ایران است.

## جمعیت
این روستا در دهستان بهمن قرار دارد و بر اساس سرشماری مرکز آمار ایران در سال ۱۳۹۵، جمعیت آن ۶۰۰۰ نفر (۱۵۵۰خانوار) بوده‌است.